# Siphoniferoidinae
Siphoniferoidinae es una subfamilia de foraminíferos bentónicos de la familia Pseudogaudryinidae, de la superfamilia Eggerelloidea, del suborden Textulariina y del orden Textulariida. Su rango cronoestratigráfico abarca desde el Eoceno hasta el Oligoceno, pero se ha citado en el Mioceno.

## Clasificación
Siphoniferoidinae incluye a los siguientes géneros:
- Plotnikovina
- Siphoniferoides